# Gnojnik
Gnojnik è un comune rurale polacco del distretto di Brzesko, nel voivodato della Piccola Polonia.
Ricopre una superficie di 54,89 km² e nel 2004 contava 7 220 abitanti.